# 婉達撞擊坑
婉達撞擊坑（波蘭語：Wanda）是一個位於金星阿克娜山脈的撞擊坑。該撞擊坑於1984年首次被蘇聯的金星探測器金星15號和金星16號首次測繪到。該撞擊坑是小行星撞擊而形成。雷達探測發現該撞擊坑有一個崎嶇的中央山和一個在雷達影像中黑暗的平坦底部，可能是火山物質。該撞擊坑並未因為之後隆起形成山脈和使平原產生皺摺的板塊運動而有大幅度的變形。物質是來自西方邊緣的山脈，並且看起來已經坍塌入撞擊坑。陨石坑北面有几个小洞，每个洞的直径可能在1.5至3公里之间。这些特征很可能是由塌陷的火山地形形成的。